# Athyrium latinervatum
Athyrium latinervatum är en majbräkenväxtart som beskrevs av M. Kessler och A. R. Sm. Athyrium latinervatum ingår i släktet Athyrium och familjen Athyriaceae. Inga underarter finns listade.